# 阿葰·蘭帕爾
阿葰·蘭帕爾（英文:Arjun Rampal，1972年11月26日—），是印度寶萊塢男演員、模特兒、電影監察及電視主持人。他是現今印度其中一位最成功的男演員之一。

## 外部連結
- 阿葰·蘭帕爾在互联网电影资料库（IMDb）上的資料（英文）